# Ифрим, Паул
Паул Ифрим (рум. Paul Ifrim, 26 июля 1988, Бухарест) — румынский саночник, выступающий за сборную Румынии с 2005 года. Участник зимних Олимпийских игр в Ванкувере, многократный призёр национального первенства.

## Биография
Паул Ифрим родился 26 июля 1988 года в городе Бухарест. Активно заниматься санным спортом начал в возрасте четырнадцати лет, в 2005 году прошёл отбор в национальную сборную и в паре с Андреем Ангелом стал принимать участие в различных международных соревнованиях. В сезоне 2008/09 дебютировал на этапах взрослого Кубка мира, заняв в общем зачёте двадцать четвёртое место, кроме того, впервые поучаствовал в заездах взрослого чемпионата мира, показав на трассе американского Лейк-Плэсида шестнадцатый результат мужского парного разряда.
Благодаря череде удачных выступлений Ифрим удостоился права защищать честь страны на зимних Олимпийских играх 2010 года в Ванкувере, где впоследствии финишировал двадцатым. Кубковый цикл завершил на двадцать четвёртом месте. В следующем году на чемпионате мира в итальянской Чезане был семнадцатым, а после окончания всех кубковых этапов поднялся в мировом рейтинге сильнейших саночников до двадцатой строки. На мировом первенстве 2012 года в немецком Альтенберге повторил достижение предыдущего раза, вновь придя к финишу семнадцатым, тогда как на Кубке мира показал пятнадцатый результат.
Ныне Паул Ифрим живёт и тренируется в городе Синая, в свободное от санного спорта время любит кататься на горном велосипеде и играть в теннис.